# 悪の華
『悪の華』（あくのはな、フランス語: Les Fleurs du mal）は、シャルル・ピエール・ボードレールの詩集（『悪の花』とも）。はじめ題名は『冥府』となる予定だった。
詩人の生誕から死までを退廃的、官能的に表現する。ボードレール唯一の韻文詩集。象徴主義詩の始まりとされ、各国の詩人たちに多大な影響を与えた。
　　

## 概要

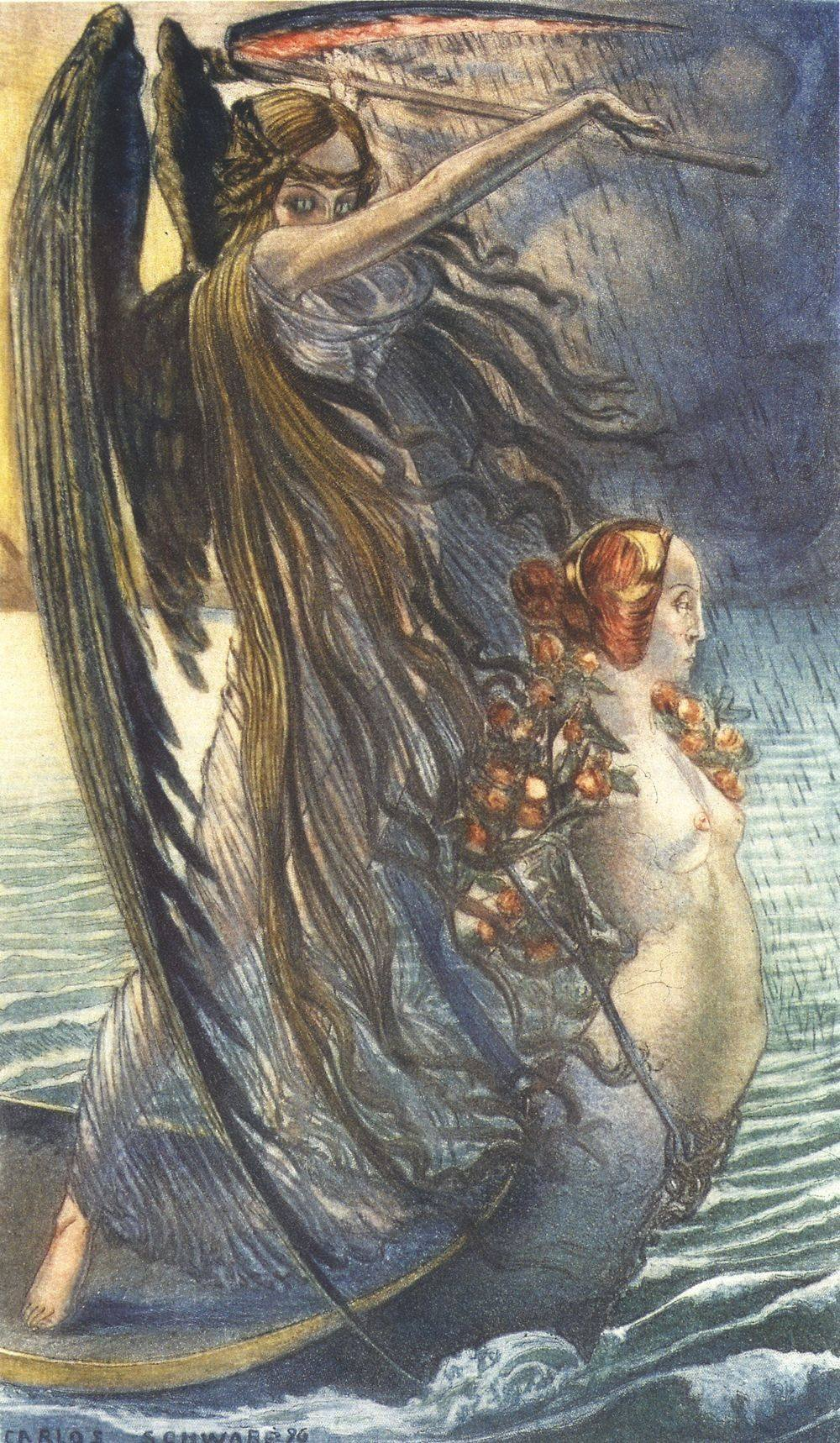
カルロス・シュヴァーベによる『悪の華』イラストレーション、「死」(1900)

ほとんどの作品は1850年までに書かれた。初版は1857年に刊行。「憂鬱と理想」「悪の華」「反逆」「葡萄酒」「死」の5章に、序詩（読者へ）を含めた詩101篇を収録する。このうち6編が反道徳的であるとして、有罪・罰金処分を受け、該当詩の削除を命ぜられる。その6篇は『レスボス』、『地獄に落ちた女たち』『レーテー』『陽気すぎる娘へ』『宝石』『吸血鬼の変身』で、後に「禁断詩篇」と呼ばれた。
第2版は1861年に刊行。禁断詩篇6篇を削除し、32篇を追加。「パリ情景」を加えた6章構成として配列を変更し、全127篇を収録する。現在はこの第2版が定本となっている。
ボードレール死後の1868年に、友人たちが編集しゴーティエの序文論考 を加えた『悪の華』（ミシェル・レヴィ版全集第1巻）が刊行された。補遺詩集『漂着物』（1866年）の詩篇を含め152編を収録し、第3版と呼ばれる。ボードレール自身も第3版を構想していたが、全集は死後の刊行であり、必ずしもボードレール自身の意に沿ったものではないとされる。なお、禁断詩篇6篇は第3版にも収録されていない（1866年刊行の『漂着物』、1869年の『悪の華・補遺』に収録）。

## 日本語訳
- 『悪の花 註釈』全3巻（京都大学人文科学研究所・多田道太郎[2] 編、平凡社）
- 堀口大學訳『悪の華』（新潮文庫）、近年に改版
- 鈴木信太郎訳『悪の華』（岩波文庫）、近年に改版
- 安藤元雄訳『悪の華』[3]（集英社、のち集英社文庫）
- 阿部良雄[4] 訳『悪の華 ボードレール全詩集1』（ちくま文庫）、元版は「全集1」筑摩書房
- 杉本秀太郎訳『悪の花』（彌生書房）
- 福永武彦訳『世界名詩集13　ボードレール 悪の華』（平凡社）、他に「全集1」人文書院
- 齋藤磯雄訳『悪の華』（三笠書房、東京創元社、のち創元選書）
- 金子光晴訳『悪の華』（宝文館、のち「全集 第14巻」中央公論社）
- 桜沢如一訳『NAYAMI NO HANA』- 以下は大正・昭和前期の刊行
- 佐藤朔訳『悪の華』（第一書房、齋藤書店、のち「ボードレール詩集」白凰社ほか）
- 村上菊一郎訳『悪の華』（版画荘、「全集1」旧河出書房、のち角川文庫）
- 馬場睦夫訳『悪の華』（洛陽堂）
- 矢野文夫訳『悪の華』（耕進社、のち白樺書房ほか、北上二郎名義で金園社）

## 「悪の華」による音楽作品
- ガブリエル・フォーレ：歌曲「賛歌」（Hymne）、「身代金」（La rançon）
- アンリ・デュパルク：歌曲「旅への誘い」（L'invitation au voyage）
- エマニュエル・シャブリエ：歌曲「旅への誘い」（L'invitation au voyage）
- ギュスターヴ・シャルパンティエ：歌曲「旅への誘い」（L'invitation au voyage）
- クロード・ドビュッシー：歌曲集「ボードレールの5つの詩」
- アルバン・ベルク：「抒情組曲」、演奏会用アリア「ぶどう酒」…共にシュテファン・ゲオルゲの訳による
- レオ・フェレ：シャンソン集「ボードレールによる12の歌」より「踊る蛇」（Le Serpent qui danse）
- アンリ・ソーゲ：歌曲「猫」（Le chat）